# Circondario di Mansfeld-Harz Meridionale
Il circondario di Mansfeld-Harz Meridionale (in tedesco: Mansfeld-Südharz) è uno dei circondari (Landkreis) della Sassonia-Anhalt, in Germania.
Capoluogo e centro maggiore è Sangerhausen.

## Geografia antropica

### Suddivisioni amministrative
Il circondario è suddiviso in 9 comuni indipendenti (Einheitsgemeinde) e due comunità amministrative (Verbandsgemeinde) che comprendono 13 comuni.
(Abitanti il 31 dicembre 2022)
| Comuni indipendenti (Einheitsgemeinde) 1. Allstedt, città (7 553) 2. Arnstein, città (6 339) 3. Gerbstedt, città (6 790) 4. Hettstedt, città (13 678) 5. Lutherstadt Eisleben, città (22 639) 6. Mansfeld, città (8 432) 7. Sangerhausen, città (25 441) 8. Seegebiet Mansfelder Land (8 812) 9. Südharz (9 061) | Comunità amministrativa Goldene Aue 1. Berga (1 668) 2. Brücken-Hackpfüffel (973) 3. Edersleben (959) 4. Kelbra (Kyffhäuser), città * (3 220) 5. Wallhausen (2 406) Comunità amministrativa Mansfelder Grund-Helbra 1. Ahlsdorf (1 519) 2. Benndorf (1 954) 3. Blankenheim (1 134) 4. Bornstedt (790) 5. Helbra * (3 826) 6. Hergisdorf (1 507) 7. Klostermansfeld (2 237) 8. Wimmelburg (1 096) |